# Kanusportverein

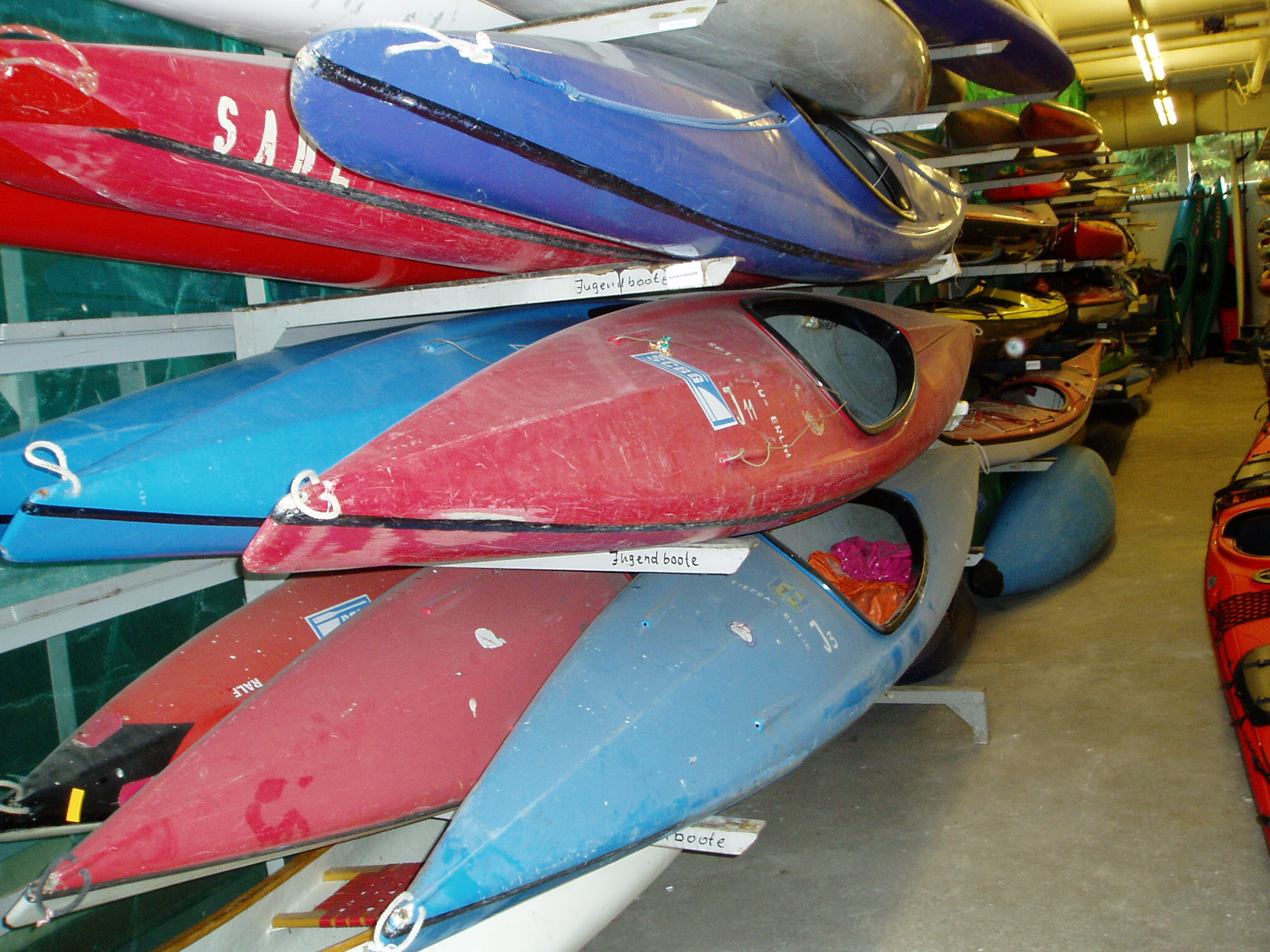
Bootshalle der Kanu-Abteilung des SC Berlin-Grünau

Ein Kanusportverein (Eigenbezeichnung oft Kanu-Club oder Kanu-Verein) ist ein Sportverein, in dem sich am Kanusport interessierte Menschen zusammenschließen.

## Geschichte
Der älteste Kanusportverein ist der 1866 von dem schottischen Rechtsanwalt John MacGregor gegründete Royal Canoe Club.
In Deutschland entstanden die ersten Kanusportvereine im 19. Jahrhundert. 1860 wurde mit dem Grönländer-Club
der erste deutsche Kanusportverein in Breslau gegründet. Ältester heute noch bestehender deutscher Verein ist der Alster-Canoe-Club von 1905. Im ersten Drittel des 20. Jahrhunderts waren viele Kanuten den schon länger bestehenden Rudervereinen angeschlossen, bis sich – insbesondere durch die Arbeitersportbewegung – eigenständige Kanuvereine bildeten. 

## Vereinsanlagen
Durch den gemeinsamen Bedarf für ein Bootshaus und eine Pier gibt es neben reinen Kanuportvereinen auch Mehrspartenvereine, die Kanu zusammen mit Rudersport oder Segelsport anbieten. Daneben gibt es auch Abteilungen in größeren Sportvereinen, oder Vereinen für den Wassersport.
In Deutschland gibt es ca. 1300 Kanusportvereine (bzw. Abteilungen), von denen ca. 800 ein eigenes Bootshaus besitzen.

## Bezeichnungen
Der Name eines Kanusportvereins setzt sich zumeist aus einer Abkürzung (z. B. KC), und dem Ortsnamen bzw. dem Namen des Stadtteils oder des Gewässers, an dem der Verein ansässig ist, zusammen.
Als Abkürzungen werden z. B. verwendet:
| KC oder KK | Kanuclub bzw. Kanuklub |
| KG         | Kanugemeinschaft       |
| KSC        | Kanusportclub          |
| KSG        | Kanusportgemeinschaft  |
| KSV        | Kanusportverein        |
| KV         | Kanuverein             |
| KVgg       | Kanuvereinigung        |
| PC         | Paddelclub             |
| VfK        | Verein für Kanusport   |
| FC         | Faltbootclub           |

Siehe auch: Liste von Sportvereinskürzeln
Manche Kanusportvereine geben auch Spezialisierungen in ihrem Vereinsnamen an, wie zum Beispiel die Spezialisierung als Kajak-Club, oder als Wanderpaddler. 
Der Deutsche Kanu-Verband verteilt zur Orientierung Kennziffern für die Vereinsaktivitäten:
1. Kanu-Wandersport
2. Wildwasser
3. Küste/Seekajak
4. Kanadierwandern
5. Kanu-Rennsport
6. Kanu-Slalom
7. Kanu-Wildwasserrennsport
8. Kanu-Polo
9. Kanu-Segeln
10. Kanu-Marathonrennsport
11. Kanu-Freestyle
12. Rafting
13. Kanu-Mehrkampf
14. Kanu-Drachenboot
15. Outrigger/Vaa

Beim Betreiben von Leistungssport wechseln einige Kanuten für bessere Trainingsbedingungen den Verein. Meist befinden sich dann diese Vereine an Olympiastützpunkten und Leistungsstützpunkten.